# Pseudohyaleucerea romani
Pseudohyaleucerea romani är en fjärilsart som beskrevs av Felix Bryk 1953. Pseudohyaleucerea romani ingår i släktet Pseudohyaleucerea och familjen björnspinnare. Inga underarter finns listade.